# Lauren Sesselmann
Lauren Marie Sesselmann (* 14. August 1983 in Marshfield, Wisconsin, Vereinigte Staaten) ist eine kanadische Fußballspielerin.

## Karriere
Sesselmann spielte in ihrer Jugend sowie während ihres Studiums für Notre Dame Academy und die Purdue Boilermakers. Im Jahr 2009 spielte sie für den Sky Blue FC, ehe sie 2010 zu Atlanta Beat wechselte. Im Jahre 2010 erwarb sie die Staatsbürgerschaft Kanadas, da ihr Vater in Neufundland gebürtig ist. Seit dem Jahr 2011 vertritt sie die Nationalmannschaft Kanadas. Mit dieser gewann sie Gold bei den Panamerikanischen Spielen 2011 sowie im Jahr darauf Bronze bei den Olympischen Sommerspielen.
In der Saison 2013 spielte sie in der neugegründeten National Women’s Soccer League, der höchsten amerikanischen Profiliga im Frauenfußball, für den FC Kansas City. Zur Folgesaison wechselte sie zum Ligakonkurrenten Houston Dash, fiel in dieser jedoch aufgrund einer in der Saisonvorbereitung erlittenen Verletzung aus. Nach nur einem Ligaeinsatz für Houston verließ sie diese vor der Saison 2016.
2015 wurde sie in den Kader für die Weltmeisterschaft im eigenen Land berufen.